# Pont olympique Louafi Bouguera
Le Pont olympique Louafi Bouguera (connu également sous son nom de projet de « passerelle du Village olympique ») est un pont reliant les communes de Saint-Denis et L'Île-Saint-Denis.

## Situation et accès
Posé en 2024 entre les deux parties du Village olympique de Saint-Denis, le pont franchit le grand bras de la Seine et relie L'Île-Saint-Denis à Saint-Denis. Il surplombe le quai Le Châtelier (RD1 bis) et le quai de Saint-Ouen (RD1).

## Historique
Assemblées au port de Gennevilliers (Hauts-de-Seine), les 1 500 tonnes du pont de 138 mètres de longueur sont transportées par une barge entre le 25 et le 28 octobre 2022 pour rejoindre l'emplacement définitif et relier les deux parties du village olympique. L'ouvrage est lancé en octobre 2022.
Le pont est pérenne afin de relier les deux communes par une voie bus-vélos et un trottoir piétons. Côté Saint-Denis, il dessert tant le village olympique en surplomb des quais que les quais réaménagés pour assurer un espace aux piétons. Une fois aménagé, le pont est  livre à la Solideo au début de 2024. Grâce à son belvédère et à son escalier large de près de 4 mètres, il offre une vue dégagée sur la Seine et un accès direct à la berge réaménagée du quai de Saint-Ouen à Saint-Denis. À cette occasion, le Quai du Châtelier (RD 1bis) est totalement réaménagé entre le pont de Saint-Ouen-les-Docks et le viaduc autoroutier de L'Île-Saint-Denis, ainsi que la berge de la Seine afin d’ouvrir le quai sur le fleuve et inciter à la promenade
Son architecte est Thomas Lavigne qui a également conçu le pont Jacques-Chaban-Delmas de Bordeaux. L'architecte urbaniste Cécilia Amor a conçu son aménagement qui doit être fortement végétalisé.
Le budget de ce pont, réalisé sous la maîtrise d'œuvre du Département de la Seine-Saint-Denis, se monte à 32,1 millions d'euros, entièrement financé par la Société de livraison des ouvrages olympiques (Solideo).
Ce pont est l'un des cinq franchissements construits à l'occasion des Jeux olympiques d'été de 2024 avec celui reliant le centre aquatique olympique et le Stade de France, les deux passerelles traversant le canal Saint-Denis (passerelle Lucie-Bréard entre le quartier du Franc-Moisin et le quartier du Stade de France, et  liaison Pierre-Larousse à Aubervilliers, qui relie les quais Josette et Maurice-Audin sur la rive gauche, au quai Gambetta, rive droite), ainsi qu'une passerelle au Bourget par-dessus l'autoroute A1.
Après les Jeux olympiques et paralympiques, le pont est ouvert aux habitants des communes qu'il relie. L'ouvrage est dénommé Pont olympique Louafi Bouguera et inauguré officiellement le 7 décembre 2024. Il porte le nom de Louafi Bouguera, premier athlète africain indigène à conquérir une médaille olympique et a fortiori à être champion olympique en remportant le marathon des Jeux d'été à Amsterdam, tué par balles à Saint-Denis en 1959 durant la guerre d'Algérie,,.

## Pour approfondir